# 蒙面房客探案
《蒙面房客探案》是柯南·道爾所著的福爾摩斯探案的56個短篇故事之一，收錄於《福爾摩斯檔案簿》。

## 故事簡介
女房東將房子租予了一個神秘租客，該租客多年來都足不出戶，又用頭紗把整塊面蒙蔽。一日，女房東在租客面前提起福爾摩斯，該名租客即時希望女房東能請福爾摩斯到來。福爾摩斯來到後聽到了租客說出了自己的故事，租客原本是馬戲團團主夫人，與整個馬戲團的成員一起生活。馬戲團團主是個專橫跋扈的人，因此夫人與團主的大力士表演人員合謀殺害團主，他們用鐵釘偽裝成團主被獅子殺死，只不過獅子被團主的血腥味刺激，襲擊了團主夫人，同謀的大力士卻對夫人見死不救，夫人受到獅子的襲擊容貌盡毀，每天都過著生不如死的生活，只希望將這個秘密告訴一個值得信賴的人然後自殺。福爾摩斯聽完整個故事後，勸夫人不要自殺，給自己一個新生活的機會。